# Галушкін Василь Максимович
Василь Максимович Галушкін (8 березня 1925, Зінов'євськ — 5 січня 1979, Кіровоград) — учасник радянсько-німецької війни, стрілець 9-ї стрілецької роти 3-го стрілецького батальйону 212-го гвардійського стрілецького полку 75-ї  гвардійської стрілецької дивізії 30-го стрілецького корпусу 60-ї Армії Центрального фронту, Герой Радянського Союзу (17.10.1943), гвардії червоноармієць, пізніше гвардії капітан.

## Біографія
Народився 8 березня 1925 року в місті Зінов'євськ (нині Кропивницький), в сім'ї робітника. У 1942 році закінчив залізничне училище, працював майстром на заводі "Червона Зірка" . В тому ж році призваний до Червоної Армії Гурьєвським РВК Кемеровської області. У діючій армії з вересня 1943 року -  стрілець 9-ї стрілецької роти 3-го стрілецького батальйону 212-го гвардійського стрілецького полку 75-ї Бахмацької двічі Червонозоряної ордена Суворова гвардійської стрілецької дивізії.
Особливо відзначився В. М. Галушкін при форсуванні річки Дніпро північніше Києва восени 1943 року, у боях при захопленні та утриманні плацдарму на правому березі Дніпра в районі сіл Глібівка та Ясногородка (Вишгородський район Київської області). В нагородному листі командир 212-го гвардійського стрілецького полку гвардії полковник Борисов М. С. написав, що 23 вересня 1943 року Василь Галушкін в числі перших у полку подолав річку Дніпро в районі села Глібівка та в бою за плацдарм знищив шість гітлерівців. 26 вересня 1943 року Галушкін В. М. полонив ворожого кулеметника і доставив його в штаб 212-го гвардійського стрілецького полку .
Указом Президії Верховної Ради СРСР від 17 жовтня 1943 року за зразкове виконання бойових завдань командування на фронті боротьби з німецько-фашистськими загарбниками і проявлені при цьому мужність і героїзм гвардії червоноармійцеві Василю Галушкіну присвоєно звання Героя Радянського Союзу із врученням ордена Леніна і медалі «Золота Зірка» .
Після війни В. М. Галушкін продовжував службу в радянській армії. Член ВКП (б)/КПРС з 1946 року. У 1953 році закінчив Київське військове піхотне училище, служив у Вологодському гарнізоні. З 1957 року у званні капітан в запасі.
Жив і працював на батьківщині — у м. Кропивницький. Помер 5 січня 1979 року. Похований у Кропивницькому у Пантеоні Вічної Слави.

## Нагороди
- медаль «Золота Зірка» № 1553 Героя Радянського Союзу (17 жовтня 1943)
- Орден Леніна
- Медалі

## Пам'ять
- Ім'я Героя носить вулиця у м. Кропивницький [2].
- В м. Белово Кемеровської області встановлено бюст Галушкіна В. М. і його ім'ям названо вулицю [6].